# Edwin Markham
Edwin Markham (nacido Charles Edward Anson Markham; Oregón City, 24 de abril de 1852-Staten Island, 7 de marzo de 1940) fue un poeta estadounidense, autor del poema The Man with the Hoe («El hombre de la azada»). Fue un popular escritor estadounidense durante la primera mitad del siglo XX, cuyas obras estaban imbuidas de creencias sociales y espirituales progresistas.

## Biografía
Edwin Markham nació en Oregón City, Oregón, Estados Unidos pero sus padres se separaron unos años después de su nacimiento y en 1856 el infante Markham se mudó con su madre a una granja en Suisun City, California.
Durante su niñez y adolescencia, tuvo algunos problemas para educarse debido a conflictos con su madre, y solo en 1867 pudo asistir a Vacaville College.
Markham se graduó en 1870 obteniendo la calificación para enseñar y poco después se inscribió en la Escuela Normal de San José (actualmente la Universidad Estatal de San José).
En 1876, Markham abandonó la fe metodista de su infancia y se convirtió en un seguidor del líder religioso y socialista utópico angloestadounidense Thomas Lake Harris. La doctrina de Harris, centrada en la unión de la armonía social y la caridad universal, influyó mucho en la vida de Markham.

## Carrera profesional
Después de completar sus estudios se dedicó a la enseñanza en California durante varios años y luego se convirtió en superintendente de las escuelas de Placerville.
Markham se acercó a la escritura literaria ya en 1872, pero solo en 1880 publicó sus primeros poemas. En los siguientes veinte años se hizo amigo de importantes personalidades literarias, como Aleister Crowley, Edmund Clarence Stedman, Hamlin Garland y Ambrose Bierce.

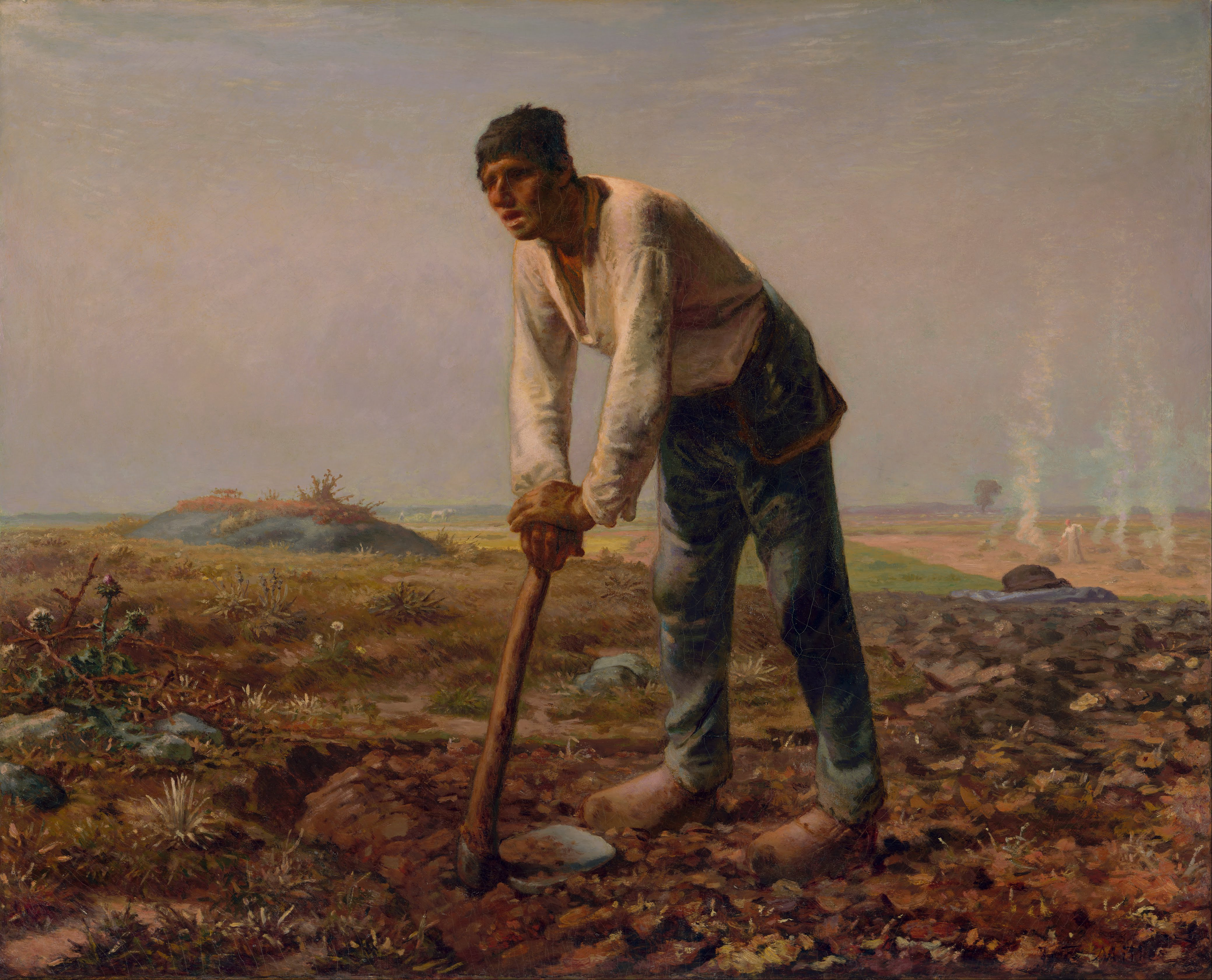
L'homme à la houe («El hombre con la azada») de Jean-François Millet.

En los últimos días de 1898, después de casarse con su tercera esposa, Anna Catherine Murphy, Markham escribió el volumen de poesía que lo hizo famoso, titulado The Man with the Hoe («El hombre con la azada»), inspirada en la pintura de 1862 del mismo nombre del pintor francés Jean-François Millet. La pintura de Millet representa a un campesino descuidado con una expresión brutal en su rostro, que en el poema de Markham se convirtió en el símbolo de una enérgica protesta social, expresando oratoriamente el sufrimiento del trabajo oprimido en el mundo.
The Man with the Hoe atrajo la atención del público y de los críticos literarios y se publicó en numerosos periódicos estadounidenses. William Jennings Bryan escribió: «Hay un giro majestuoso en el tema, algunas líneas perforan como flechas».
El deseo de Markham de un mejor tratamiento de la clase trabajadora se convirtió en tema de debate nacional y transformó a Markham en una personalidad famosa, que comenzó a dar conferencias tanto literarias como sociopolíticas.
La poesía de Markham se caracterizó por su carácter retórico, por la defensa de la reforma social y por el deseo de lograr la unidad de la humanidad a través de la fe espiritual, guiada por un sentimiento genuino.
Todas las obras posteriores de Markham se encontraron en el centro de la atención de la crítica literaria, aunque no siempre fueron recibidas con entusiasmo cuando no mostraban la misma pasión que la primera obra; por ejemplo después de la publicación del volumen Porte del paraíso y otros poemas (Gates of Paradise and Other Poems, 1920), Herbert S. Gorman escribió: «Markham se convirtió en poeta cuando escribió The Man with the Hoe y cuando escribió la última línea dejó de ser un poeta». Sin embargo, Lincoln, the Man of the People («Lincoln, el hombre del pueblo», 1901) fue un gran éxito entre el público y la crítica.
En 1914 Markham colaboró con otros autores en el libro Children in Bondage («Niños en esclavitud», 1914), una denuncia de las condiciones inhumanas en las que vivían los niños trabajadores.
En 1922 Markham, por invitación del ex-presidente de los Estados Unidos William Howard Taft, leyó su poema Lincoln, the Man of the People (1901) en la dedicación del Monumento a Lincoln; en 1932, con motivo del 80 cumpleaños de Markham, se presentó en el Carnegie Hall de Nueva York, durante una celebración a la que treinta y cinco naciones enviaron representantes.

## Muerte
Edwin Markham murió el 7 de marzo de 1940 en Staten Island, Nueva York, Estados Unidos, legando su biblioteca personal de quince mil volúmenes en la Biblioteca Horrmann, Wagner College, Staten Island.

## Pensamiento y legado
A diferencia del experimentalismo y el pesimismo que generalmente caracterizaron la poesía contemporánea, los heroicos versos de Markham celebraban la paz, el amor y la reforma socialista utópica.
En un ensayo de 1902, el periodista y político Leonard D. Abbot proclamó que «Markham, más que cualquier otro poeta de lengua inglesa, puede presumir del honor de ser el bardo del trabajo, el verdadero producto del último gran movimiento que está destinado a sacudir el mundo».
«En un momento en que la protesta importaba, el primer triunfo de Markham, The Man with the Hoe, ayudó a despertar la conciencia del pueblo estadounidense», señaló Joseph W. Slade en el Dictionary of Literary Biography.

## Obras

### Poesía
- The Man with the Hoe (1898)
- Lincoln, the Man of the People (1901)
- The Shoes of Happiness and Other Poems (1913)
- Gates of Paradise and Other Poems (1920)
- Eighty Poems at Eighty (1932)
- The Ballad of the Gallows Bird (publicada póstumamente en 1960)

### Prosa
- Children in Bondage (1914)
- California the Wonderful (1914)